# Echinostelium
Echinostelium ist eine Gattung von Schleimpilzen und die einzige Gattung in der Familie der Echinosteliedae. Sie umfasst mindestens 12 Arten, die als die kleinsten Schleimpilze überhaupt gelten.

## Merkmale
Die gestielten Sporangien sind, mit Ausnahme von Echinostelium cribrarioides, nicht größer als 50 Mikrometer, weiß, gelb, pink oder hellbraun mit blass farblosem Stängel. Eine Columella ist meist vorhanden, dann aber sehr kurz.
Das Peridium löst sich allmählich auf, regelmäßig verbleibt jedoch um den Stängel herum ein mehr oder weniger klar ausgeprägter Kragen. Ein Capillitium kann fehlen, so vorhanden, entspringt es der Spitze der Columella und kann als einzelner, nur schwach verzweigter Faden bis hin zu einem Netz ausgeprägt sein.

## Verbreitung
Die Arten der Gattung besiedeln meist die Rinde lebender Bäume.

## Systematik und Forschungsgeschichte
Die Familie wurde 1873 von Józef Thomasz Rostafińsky, die Gattung gleichzeitig von Heinrich Anton de Bary erstbeschrieben, Typusart ist Echinostelium minutum.
Die Gattung umfasst mindestens 12 Arten, darunter:
- Echinostelium minutum
- Echinostelium roseum
- Echinostelium elachiston
- Echinostelium cribrarioides
- Echinostelium arboreum
- Echinostelium colliculosum
- Echinostelium coelocephalum

## Nachweise
Fußnoten direkt hinter einer Aussage belegen die einzelne Aussage, Fußnoten direkt hinter einem Satzzeichen den gesamten vorangehenden Satz. Fußnoten hinter einer Leerstelle beziehen sich auf den kompletten vorangegangenen Absatz.
1. 1 2  
Marie L. Farr: Myxomycetes. In: Flora Neotropica. Band 16. The New York Botanical Garden, New York 1976, ISBN 0-89327-009-1, S. 101.
2. 1 2 3  
Michael J. Dykstra, Harold W. Keller: Mycetozoa In: John J. Lee, G. F. Leedale, P. Bradbury (Hrsg.): An Illustrated Guide to the Protozoa. Band 2. Allen, Lawrence 2000, ISBN 1-891276-23-9, S. 977 (englisch).